# Loening PW-2
Loening PW-2 là một mẫu máy bay tiêm kích của Hoa Kỳ trong thập niên 1920, do Grover Loening thiết kế, công ty Loening Aeronautical Engineering chế tạo.

## Biến thể
PW-2
PW-2A
PW-2B

## Quốc gia sử dụng
Hoa Kỳ
Quân đoàn Không quân Lục quân Hoa Kỳ

## Tính năng kỹ chiến thuật (PW-2A)
Dữ liệu lấy từ Fighters of the United States Air Force 
Đặc điểm tổng quát
- Kíp lái: 1
- Chiều dài: 26 ft 1 in (7.95 m)
- Sải cánh: 39 ft 9 in (12.12 m)
- Diện tích cánh: 299[2] ft2 (27.8 m2)
- Trọng lượng có tải: 2799 lb (1270 kg)
- Động cơ: 1 × Wright-Hispano H, 320 hp (239 kW) mỗi chiếc

Hiệu suất bay
- Vận tốc cực đại: 136 mph (219 km/h)

Vũ khí trang bị
- 2 × Súng máy Lewis ,30 in (7,62 mm)